# Naufragio della petroliera Tanio
Il naufragio della petroliera Tanio è stato un grave incidente marittimo avvenuto il 7 marzo 1980, quando la petroliera Tanio, di proprietà della compagnia petrolifera panamense Navigacion Cruz del Sol, si spezzò a circa 50 chilometri da île-de-Batz, in Bretagna, regione della Francia.
L'incidente causò una grave crisi politico-sociale, con grandi manifestazioni da parte dei bretoni, che chiesero una maggiore responsabilità per i ripetuti sversamenti da parte dello Stato e delle aziende private, ritenuti responsabili della negligenza. Il 2 aprile 1980, un corteo di professionisti della pesca, del turismo, del commercio e 80 funzionari eletti bretoni si recarono a Parigi chiedendo di essere ricevuti all'Eliseo da Valéry Giscard d'Estaing o Raymond Barre. Fu loro concesso solo un colloquio con un Segretario di Stato, che si è rivelato infruttuoso. Il corteo si scontrò talvolta violentemente con i 1.500 della CRS e della Gendarmerie mobile dispiegati nella capitale.

## L'antefatto
La Tanio venne equipaggiata dalla società armatrice Petromad (compagnia di trasporto petrolifero malgascio), mentre il proprietario della nave fu la società Loca-France International Leasing in un complesso accordo giuridico che coinvolge le società Cruz del Sol (Panama), Groupe Worms (Francia), Petromer (Bordeaux), Gardelia (Panama) ed Elf-Allemagne.
La Tanio effettuò una consegna tra Wilhelmshaven (Germania Ovest) e Civitavecchia (Italia) di 28.600 tonnellate di olio combustibile Fuel No. 2 (un olio combustibile ad alto contenuto di zolfo di tipo IFO 380 molto viscoso), distribuite in 33 serbatoi.

## Il naufragio
Venerdì 7 marzo 1980, intorno alle 6:30 del mattino, la Tanio si trovava al largo di Île-de-Batz quando si spezzò in due a seguito di un inconveniente, mentre attraversava una tempesta con venti di forza da 9 a 11 della scala di Beaufort secondo le fonti. La prua, nella quale si trovavano otto membri dell'equipaggio, compreso il capitano, s'inabissò abbastanza rapidamente, trascinando con sé tutti i marinai, mentre la poppa rimase a galla.
I rimorchiatori oceanici Abeille Flandre e Abeille Languedoc furono inviati in aiuto della petroliera, in particolare per evitare che la poppa della nave, che stava ancora galleggiando, andasse alla deriva sugli scogli. Arrivarono sul posto tra le 15:00 e le 20:00. La mattina dopo il naufragio, Jean Bulot, comandante dell'Abeille Flandre, decise di inviare via mare due membri dell'equipaggio a bordo della Tanio alla deriva per effettuare il rimorchio, in attesa dell'elicottero dell'esercito. L'operazione venne quindi effettuata in un gommone, a rischio della vita dei marinai, con onde di altezza compresa tra 6 e 7 metri. La poppa alla deriva della petroliera si trovava a mezzo miglio nautico dagli scogli quando fu rimorchiata alle 11:07 di sabato 8 marzo. La destinazione del rimorchio era incerta fino a lunedì 10 marzo, poiché nessun porto desiderava accogliere la nave rimorchiata carica di 7.500 tonnellate di olio combustibile. I marinai dell'Abeille Flandre al traino della Tanio dovettero attendere 36 ore lontano dalla costa prima che la destinazione fosse fissata al porto di Le Havre, dove sarebbero arrivati l'11 marzo e potendovi attraccare il 12 marzo.
La Préfecture Maritime, che volle sentire anche il parere di un esperto di navi civili, contattò il cantiere Ateliers Français de l'Ouest di Brest. Anche Paul Philippe, che dopo quasi 20 anni di esperienza in questo cantiere diventò Direttore Tecnico e Commerciale, venne trasportato in aereo sulla poppa della petroliera fantasma, i cui generatori erano ancora in funzione.
Il relitto della prua, sommerso tra gli 80 e i 90 metri di profondità, fu sigillato per la prima volta tra il 21 aprile e il 2 maggio 1980. Fu poi svuotato di 5.100 tonnellate di olio combustibile mediante operazioni di pompaggio nei mesi successivi al naufragio. Queste operazioni terminarono il 18 agosto 1981. Una quantità sconosciuta di olio combustibile rimane ancora intrappolata nel relitto e il CEDRE stabilì che ne fuoriusciva ancora nel 2020. Anche nel 2024 la LPO esprime forti sospetti di fughe di olio combustibile dalla carcassa del bastimento.

## Disastro ecologico
La maggior parte delle fonti concorda su cifre comprese tra 10.000 e 12.500 tonnellate per quanto riguarda l'olio combustibile riversato in mare durante il naufragio, contaminando nei giorni successivi la Costa di Granito Rosa, tra Trégastel e Île-de-Bréhat, fino alla Riserva naturale nazionale di Sept-Îles, la riserva ornitologica più importante della Francia, classificata dal 1976.
Tra il 20 e il 22 marzo 1980 venne lanciato il piano POLMAR-Terre nelle Côtes-d'Armor e nella Finisterra. La pulizia delle coste venne effettuata dall'esercito e dalla popolazione civile volontaria, con l'ausilio di mezzi tecnici messi a disposizione dalle comunità locali.
Circa 40.000 individui di uccelli furono uccisi dall'inquinamento provocato dal naufragio, in particolare tre specie fragili della famiglia degli alcidi (gazze marine, pulcinelle di mare e ùrie comuni), che nidificavano in quest'area, riducendo ulteriormente la loro popolazione in Francia. Nel 2024, gli individui di queste tre specie sono ancora colpiti dai rilasci dal relitto della Tanio, mentre lo status di due di loro (la gazza marina e la pulcinella di mare) è "in grave pericolo" sul territorio francese secondo l'INPN, e che il terzo (l'ùria comune) è "in pericolo" sempre secondo la stessa organizzazione.

### Cronologia del disastro
- 7 marzo alle ore 6:30: La Tanio si spezza al largo di Île-de-Batz.
- 8 marzo: Nel tardo pomeriggio, l'odore dell'olio combustibile è percepibile sull'isola di Grande (Île-Grande).
- 9 marzo: Le prime chiazze di olio combustibile raggiungono la costa bretone nei pressi di Trégastel. La difesa civile, i vigili del fuoco e gli agenti comunali costituiscono le prime squadre di pulizia.
- 10 marzo: Nuovi arrivi di olio combustibile nella città di Ploumanac'h. Le barriere galleggianti stanno iniziando ad essere dispiegate. Il piano Polmar scatta ufficialmente alle 19.00. Nei siti di decontaminazione sono impegnati circa 250 uomini.
- 15 marzo: L'inquinamento è notevole, si estende da Trébeurden a ovest fino alla Pointe de l'Arcouest (Ploubazlanec) a est. Le risorse umane per la lotta aumentano a 800 soldati, 270 vigili del fuoco, 80 agenti statali e 200 dipendenti e volontari comunali.
- Dal 16 marzo: A causa degli agenti meteorologici l'inquinamento arriva anche più a ovest, verso la costa della Finisterra. La forza lavoro umana e le risorse tecniche vengono ulteriormente aumentate nelle Coste d'Armore, vengono inviati degli strumenti di agricoltori e dei comuni.
- 22 marzo: Viene lanciato nella Finisterra il piano POLMAR-Terre. Le spiagge più inquinate del dipartimento sono ricoperte da uno strato di olio combustibile spesso da 1 a 10 cm.
- Dal 23 marzo: I siti di pompaggio vengono gradualmente chiusi nelle Coste d'Armore, lasciando il posto ai siti di lavaggio di ciottoli e rocce.
- 25 marzo: La chiazza si estende a ovest, con delle alghe.
- Aprile: Numerosi progetti di pulizia lungo tutto il litorale, mobilitando importanti risorse umane (800 soldati solo nel Finistère).
- Fine aprile: Si concludono le operazioni di riparazione del relitto, intraprese dalla compagnia Intersub su iniziativa degli assicuratori dell'armatore. La ricognizione aerea sembra indicare l'assenza di fughe di olio combustibile dal 23 aprile.
- 13 giugno: Fine della lotta contro l'inquinamento nel Finistère.
- 30 giugno: Fine della lotta contro l'inquinamento nelle Côtes-d'Armor.[3]

### Nel XXI secolo

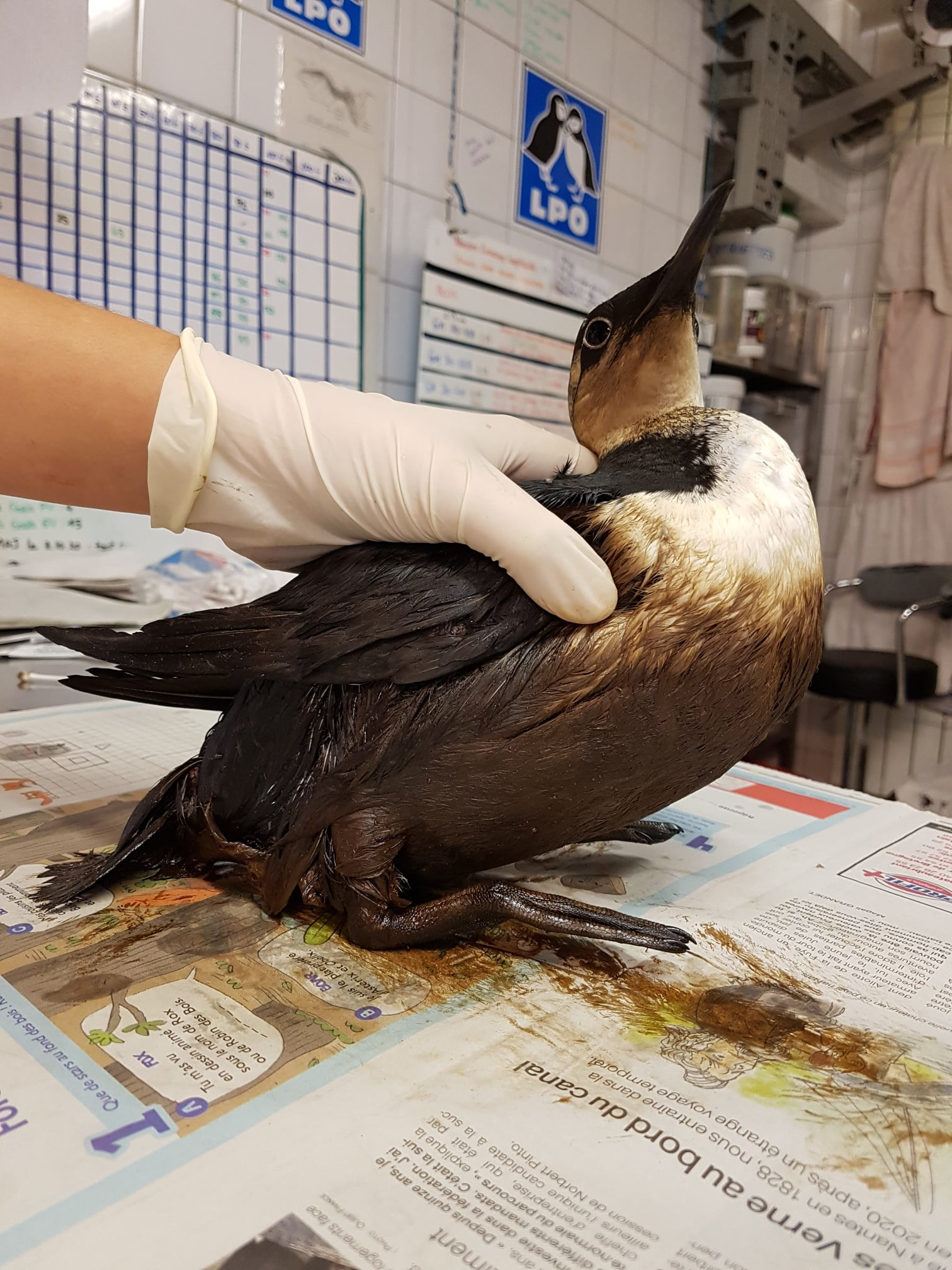
Un'ùria comune inzaccherata dall'olio combustibile della Tanio, nell'ottobre 2020. L'uccello è stato curato dal centro di cura LPO sull'isola Grande.

Nell'autunno del 2019, sulle coste del Trégor vennero rinvenuti numerosi uccelli inzaccherati di olio combustibile e petrolio. L'olio combustibile rinvenuto nel loro piumaggio venne identificato dal CEDRE come proveniente dal relitto della parte anteriore della Tanio, situato tra gli 80 e i 90 metri di profondità, da cui, quindi, fuoriuscirebbe il combustibile, la cui quantità era stata stimata all'inizio del 2020 a 5.000 tonnellate. È difficile stimare la quantità di greggio ancora intrappolato nel relitto: delle 28.600 tonnellate di combustibile liquido trasportate, la parte posteriore contenente 7.500 tonnellate venne rimorchiata al porto di Le Havre dopo il naufragio, 5.100 tonnellate rimasero intrappolate nella parte prodiera fu pompata nelle settimane successive all'inabissamento e durante la tragedia si sarebbero riversate direttamente in mare dalle 10.000 alle 12.500 tonnellate.
Nel settembre 2020, la Marina francese sigillò le perdite sul relitto utilizzando un ROV. Tuttavia, nel dicembre 2020, diversi uccelli (ùrie comuni) e un tursiope furono trovati spiaggiati sulle coste di Plougasnou e Brignogan.
Nel gennaio 2021, una missione di osservazione del relitto rivelò nuove perdite.
Tra l'11 ottobre 2020 e il 23 febbraio 2021, Vigipol contò 194 uccelli contaminati dall'olio combustibile della Tanio, tra cui 140 ùrie (di cui 35 morte al momento della scoperta), 38 gazze marine (di cui cinque morte), quattro pulcinelle di mare, tre sule bassane (di cui due morte), due cormorani comuni (entrambi morti), gabbiani e un orchetto marino. Questi uccelli furono rinvenuti su tutta la costa della Bretagna inferiore, da Belle-Île a sud fino a Plévenon a nord. L'olio combustibile rinvenuto nel loro piumaggio venne identificato dal CEDRE come proveniente dal relitto della Tanio. Se si considera la popolazione di queste specie sul territorio francese, il basso numero di individui di uccelli morti deve essere ridimensionato: il numero di gazze marine in Francia è stimato a 30 coppie nidificanti nel 2006, la contaminazione di 38 di loro nel 2021 è considerevole. Vigipol stima inoltre che circa la metà degli uccelli portati vivi nei centri di cura non sopravvive, altre fonti più datate menzionano un tasso di sopravvivenza degli uccelli catturati stimato solo al 20% (testimonianza di un custode al momento del naufragio).
Il 17 febbraio 2021, il prefetto marittimo dell'Atlantico emise un'ordinanza che vieta la pesca in un raggio di 500 metri attorno al relitto per evitare che i dispositivi di intasamento vengano strappati dagli attrezzi da pesca. La posizione del relitto secondo la prefettura è alle coordinate 49°09'28.9"N 4°12'50.2"W.
Nel 2023, quasi un centinaio uccelli inzaccherati sono stati curati nel settore dalla LPO. I guaritori evocano una forte presunzione circa la provenienza dell'olio combustibile, probabilmente proveniente dal relitto della Tanio. Tra il 29 ottobre e il 30 novembre 2023, Vigipol ha registrato 50 uccelli impillaccherati, in una zona costiera che si estende da Tréguennec (nel sud della Finisterra) e Plougrescant a est, portando il sindacato a sospettare nuove perdite dalla carcassa. Tra gli individui segnalati, sono stati registrati 26 ùrie comuni, 19 gazze marine, 2 sule bassane, 2 pulcinelle di mare e una spatola bianca.

## Crisi sociale e politica

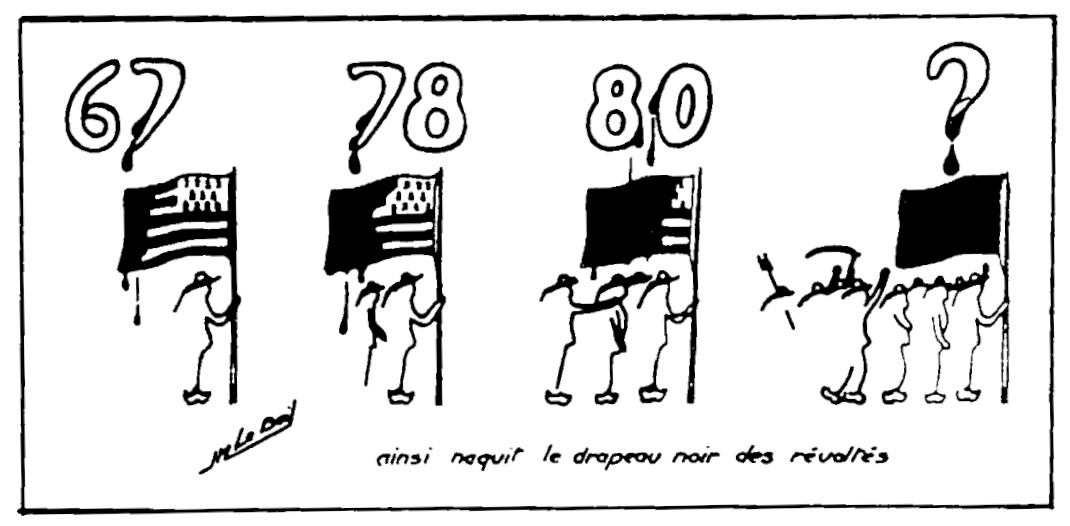
"Ainsi naquit le drapeau noir des révoltés" ("Così nacque la bandiera nera dei ribelli"), adesivo pubblicato nel marzo 1980 per protestare contro i ripetuti sversamenti di petrolio in Bretagna, distribuito in più di 10.000 copie.

Dopo il disastro petrolifero della Torrey Canyon nel 1967, e appena due anni dopo quello provocato dal naufragio dell'Amoco Cadiz nel 1978, l'inquinamento provocato dal naufragio della Tanio suscitò un sentimento di rivolta e di umiliazione nella popolazione bretone e negli eletti locali, mentre i fascicoli relativi ai risarcimenti erano lungi dall'essere completati.
Il 19 marzo, nessun leader politico aveva ancora visitato il sito, rafforzando il sentimento di abbandono delle popolazioni, degli eletti locali e dei professionisti presenti sul posto, che lottavano quotidianamente contro l'inquinamento, e mentre le perdite dal relitto della Tanio continuavano a espellere olio combustibile nell'oceano.
È stato istituito un comitato di coordinamento e vigilanza composto da funzionari eletti delle comunità costiere delle Côtes-du-Nord per lavorare al riconoscimento e alla considerazione del disastro ecologico causato dal naufragio della Tanio.
Domenica 23 marzo 1980, una manifestazione riunì 5.000 persone di Trégastel e marciò, con in testa gli eletti locali, verso Ploumanac'h. I manifestanti espressero la loro rabbia e chiesero una maggiore responsabilità per il disastro da parte dello Stato e delle aziende private ritenute responsabili della negligenza. Martedì 25 marzo manifestarono anche 1.200 studenti delle scuole superiori.
Il 2 aprile 1980, un insieme di 600 abitanti, professionisti della pesca, del turismo, del commercio e 80 funzionari eletti bretoni si recarono a Parigi chiedendo di essere ricevuti all'Eliseo da Valéry Giscard d'Estaing o Raymond Barre, allora primo ministro. Fu loro concesso solo un colloquio con un Segretario di Stato, che si è rivelato infruttuoso. Il corteo si scontrò talvolta violentemente con i 1.500 della CRS e della Gendarmerie mobile dispiegati nella capitale. Scontri durante i quali furono aggrediti i funzionari eletti si verificarono sul Pont de la Concorde, ma la manifestazione continuò fino a Les Invalides dove furono cantate La Paimpolaise e anche La Marsigliese in bretone. I manifestanti sono tornarono in Bretagna senza alcun riconoscimento o progresso politico. Il fallimento di questo viaggio suscitò grande amarezza nella popolazione, un manifestante riassunse un sentimento condiviso: "Siamo andati a Parigi come francesi, siamo tornati come bretoni" (Le Monde, 6-7 aprile 1980). L'episodio venne quindi soprannominato "L'affront de l'Élysée", in italiano L'affronto dell'Eliseo. Per reazione, gli eletti intrapresero uno sciopero amministrativo, gli aiuti comunali al piano Polmar vennero sospesi, alcuni ristoranti chiusero, impedendo ai soldati addetti alle pulizie di mangiare a mezzogiorno, dopo che il prefetto dichiarò: "Faremo a meno degli aiuti comunali". 600 commercianti e artigiani iniziarono anche uno sciopero fiscale, IVA, tasse e contributi all'URSSAF. Il 9 aprile, l'auto del sottoprefetto delle Côtes-du-Nord venne ricoperta di olio combustibile della Tanio da otto persone, lo stesso sottoprefetto rimase schizzato.
Dal 12 aprile, i rapporti tra gli eletti locali e lo Stato si calmarono gradualmente, i comuni decisero di riprendere i lavori di pulizia delle coste dal 14 aprile, di fronte al fallimento delle autorità pubbliche nella pulizia, ma continuarono lo sciopero amministrativo. Il Presidente della Repubblica propose infine un incontro con i sindaci per il 23 aprile 1980, escludendo i deputati.